# Вища хокейна ліга 2011—2012
Вища хокейна ліга 2011—12 — 2-й розіграш чемпіонату Вищої хокейної ліги. Спочатку чемпіонату змагалось 22 команди, але з 12 грудня 2011 року почала виступати відроджена команда КХЛ — «Локомотив» (Ярославль).
Регулярний чемпіонат стартував 11 вересня 2011 року та завершився 29 лютого 2012 року. Переможцем регулярного чемпіонату став «Рубін» (Тюмень).
«Торос» (Нефтекамськ) став володарем Кубка чемпіонів ВХЛ сезону 2011–2012 років. У фінальній серії «Торос» переміг торішнього володаря Кубка Братіни «Рубін» (Тюмень). Для успіху «Торосу» знадобилось п'ять матчів із семи можливих. Тюменський «Рубін» завоював срібні медалі, володарем бронзи став пензенський «Дизель».

## Клуби
У чемпіонаті Вищої хокейної ліги-Всеросійському змаганні з хокею сезону 2011–2012 років виступлять двадцять два клуба, які поділені на чотири дивізіони і дві конференції — «Захід» і «Схід».

### Захід
| Дивізіон А             |
| ---------------------- |
| Динамо Балашиха        |
| Донбас Донецьк         |
| Титан Клин             |
| ХК ВМФ Санкт-Петербург |
| ХК Рязань              |

| Дивізіон B            |
| --------------------- |
| Аріада-Акпарс Волжськ |
| Дизель Пенза          |
| Кристал Саратов       |
| Лада Тольятті         |
| Нафтовик Альметьєвськ |
| ХК Саров              |

- Локомотив Ярославль

### Схід
| Дивізіон C            |
| --------------------- |
| Іжсталь Іжевськ       |
| Мечел Челябінськ      |
| Молот-Прикам'я Перм   |
| Супутник Нижній Тагіл |
| Торос Нефтекамськ     |
| Южний Урал Орськ      |

| Дивізіон D                        |
| --------------------------------- |
| Єрмак Ангарськ                    |
| Зауралля Курган                   |
| Казцинк-Торпедо Усть-Каменогорськ |
| Рубін Тюмень                      |
| Сокіл Красноярськ                 |

## Регулярний чемпіонат

### Регламент
Турнір пройде в два етапи. На першому — клуби проведуть по чотири матчі з командами свого дивізіону (по два поєдинки на своєму майданчику, і по два на майданчику суперника), а також поміряються силами з представниками інших дівізонов/конференції (по зустрічі вдома і в гостях), після чого в кожній з конференцій визначаться вісімки найсильніших.
У першому раунді плей-оф команди будуть розділені на пари згідно з місцями, зайнятим у своїй конференції на першому етапі: 1—8, 2—7, 3—6, 4—5. На стадії 1/2 фіналу чемпіонату дві найкращі команди своїх конференцій зіграють за схемою «найбільш високий номер „посіву“ з однієї конференції проти найнижчого — з іншої». Боротьба в серіях матчів 1/4 і 1/2 фіналу конференцій буде вестися до трьох перемог, а в 1/2 фіналу чемпіонату і фіналі плей-оф — до чотирьох. Серія матчів за 3-є місце не проводиться, а бронзу отримає одна з кроманд невдах 1/2 фіналу чемпіонату, яка посіла за підсумками першого етапу більш високе місце. Клуби, які посіли вищі позиції на першому етапі, стартові матчі другого (плей-оф) зіграють на своїх майданчиках.

### «Російська класика»

#### Підговтовка
«Російська класика» — це поєдинок просто неба на великому оформленому в ретро-стилі стадіоні в рамках регулярного чемпіонату Вищої хокейної ліги.

Логотип «Російської класики»

23 грудня загальних зборах членів НП «ВХЛ» було затверджено логотип «Русійської класики». Емблема складається з напису та зображення Центрального стадіону Красноярська. У леттерінзі «Русская классика» навмисно використовуються два начерки. Слово «Русская» написано каліграфією. Цей прийом спрямований на те, щоб виділити «Русійську класику» з ряду інших матчів на відкритому повітрі в різних країнах. Розмашиста «Русская» уособлює широке гуляння, свято (хокею), і наповнює логотип певним російським колоритом. Слово «Классика» основоположне в словосполученні, суворіше і стриманіше.
Значимою фігурою в логотипі є стадіон, який має унікальну геометрію. Так звані «вуха» надають стадіону впізнаваність. Смислове навантаження стадіону — не тільки візуальна впізнаваність. Білий кант утворює знак нескінченності — данина пам'яті загиблої команді «Локомотив». Таким чином, логотип придбав як географічну прив'язку, так і певний сенс.
Логотип має унікальну кольорову гаму. З об'єктивних причин колірна гамма логотипу складається з більш «складних» відтінків: глибокого синього і малинового. На підтримку малинового виступає той факт, що взимку небо на заході часто має такі відтінки. Автор логотипу уродженець Костроми Михайло Антипін.
25 грудня у Красноярську пройшло урочисте відкриття «Арени-Сєвєр», здатної прийняти 2800 глядачів. 17 лютого 2012 тут пройде перший в історії Росії офіційний матч просто неба — «Російська класика».
У першому в російській історії офіційному матчі просто неба використовуватимуть шайби з логотипом «Російської класики». 17 лютого в Красноярську «Локомотив» і «Сокіл» зіграють шайбами унікального дизайну.
25 січня 2012 року затверджено форму красноярського «Сокола», в якій команда зіграє в «Російській класиці». На формі господарів зображена емблема, яка використовувалася «Соколом» більше десяти років тому. На светрі також розміщений логотип «Російської класики» і меморіальна нашивка «Локомотива». 28 січня 2012 року затверджено форму ярославського «Локомотива», в якій команда зіграє в «Російській класиці». Ярославці зіграють у формі зразка чемпіонського 2002 року. На светрі також розміщений логотип «Російської класики» і меморіальна нашивка «Локомотива». 31 січня року було представлено унікальну форму для суддів, які обслуговують «Російської класики». Арбітри будуть одягнені в ретро-форму з логотипом «Російської класики».

#### Матч
«Локомотив» переміг «Сокіл» з рахунком 3:2.
«Сокіл» — «Локомотив» — 2:3 (0:1, 0:2, 2:0)

17 лютого 2012 р. Красноярськ. Центральний стадіон.
Судді: Волошин Д. (Новосибірськ), Максимов М. (Новосибірськ), Москальов М. (Новосибірськ)
Голи
0:1. Зюзякін (Галімов, Лукін) — 14:16;

0:2. Кручинін — 33:50;

0:3. Апальков (Кручинін, Аміров) — 35:25;

1:3. Тихонов (Раєнко, Потиліцин) — 44:16;

2:3. Богдашкін (Кочетков, Ворошнін) — 57:31.
«Локомотив»: Ложкін. Мартинов — Аміров, Кручинін — Апальков — Мальцев, Зотов — Лукін, Зюзякін — Картаєв — Галімов, Яковлєв — Клементьев, Єрдаков — Яшин — Ахметов, Осипов — Конєв, Шубін — Романцев — Капустін.
«Сокіл»: Сафін. Курдюков — Сініцин, Севастьянов — Первухін — Пасенко, Меньшиков — Ячменьов, Крюков — Васильєв — Кочетков, Тихонов — Ворошнін, Раєнко — Потиліцин — Брюханов, Малигін — Богдашкін — Безруких — Кудашов.

### Турнірна таблиця
Захід
До офіційної таблиці результатів чемпіонату у конференції «Захід» був включений дванадцятий стовпець «%» — відсоток набраних кожною командою очок на першому етапі чемпіонату. Розподіл місць з 3-го по 12-е здійснювався за найбільшим показником відсотка набраних очок на першому етапі чемпіонату.
| Команда                | І  | В  | ВО | ВБ | ВО | ПБ | П  | Ш       | О   | %    |
| ---------------------- | -- | -- | -- | -- | -- | -- | -- | ------- | --- | ---- |
| Донбас Донецьк         | 53 | 31 | 3  | 4  | 2  | 2  | 11 | 179—112 | 111 |      |
| Дизель Пенза           | 53 | 26 | 1  | 7  | 3  | 1  | 15 | 167—136 | 98  |      |
| Локомотив Ярославль    | 22 | 13 | 0  | 0  | 2  | 1  | 6  | 68—47   | 42  | 63.6 |
| Нафтовик Альметьєвськ  | 53 | 26 | 1  | 4  | 4  | 1  | 17 | 156—125 | 93  | 58.5 |
| Аріада-Акпарс Волжськ  | 53 | 20 | 6  | 1  | 7  | 3  | 16 | 156—159 | 84  | 52.8 |
| ХК ВМФ Санкт-Петербург | 53 | 20 | 1  | 5  | 4  | 2  | 21 | 142—134 | 78  | 49.1 |
| Лада Тольятті          | 53 | 18 | 3  | 2  | 5  | 3  | 22 | 160—152 | 72  | 45.3 |
| Титан Клин             | 53 | 18 | 0  | 5  | 2  | 4  | 24 | 135—157 | 70  | 44.0 |
| ХК Саров               | 53 | 15 | 2  | 3  | 3  | 2  | 28 | 128—166 | 60  | 37.7 |
| Динамо Балашиха        | 53 | 11 | 2  | 7  | 0  | 2  | 31 | 132—173 | 53  | 33.3 |
| ХК Рязань              | 53 | 13 | 0  | 3  | 3  | 4  | 30 | 134—205 | 52  | 32.7 |
| Кристал Саратов        | 53 | 8  | 3  | 2  | 0  | 3  | 37 | 108—194 | 37  | 23.3 |

Схід

### Статистика

#### Бомбардири
| №   | Гравець             | Команда               | І  | Ш  | A  | О  | +/- | Штр |
| --- | ------------------- | --------------------- | -- | -- | -- | -- | --- | --- |
| 1.  | Олексій Акіф'єв     | Лада Тольятті         | 53 | 17 | 36 | 53 | +3  | 60  |
| 2.  | Ярослав Альшевський | Дизель Пенза          | 52 | 16 | 36 | 52 | +25 | 67  |
| 3.  | Станіслав Голованов | Торос Нефтекамськ     | 51 | 17 | 30 | 47 | +5  | 34  |
| 4.  | Дмитро Цибін        | Мечел Челябінськ      | 51 | 17 | 30 | 47 | −6  | 18  |
| 5.  | Денис Кочетков      | Донбас Донецьк        | 53 | 24 | 22 | 46 | +17 | 18  |
| 6.  | Рустам Шангараєв    | Нафтовик Альметьєвськ | 53 | 23 | 22 | 45 | +18 | 32  |
| 7.  | Євген Бєлухін       | Донбас Донецьк        | 53 | 18 | 26 | 44 | +19 | 91  |
| 8.  | Сергій Тополь       | Мечел Челябінськ      | 48 | 21 | 22 | 43 | −5  | 26  |
| 9.  | Максим Карпов       | Мечел Челябінськ      | 48 | 22 | 20 | 42 | +6  | 44  |
| 10. | Євген Чемерилов     | Єрмак Ангарськ        | 50 | 19 | 23 | 42 | +18 | 38  |

Джерело:

#### Воротарі (КН)
| №  | Гравець            | Команда             | І  | В  | П  | %ВБ  | КН   | І»0" |
| -- | ------------------ | ------------------- | -- | -- | -- | ---- | ---- | ---- |
| 1. | Олександр Судніцин | Рубін Тюмень        | 31 | 23 | 4  | 95.0 | 1.52 | 3    |
| 2. | Євген Царегородцев | Донбас Донецьк      | 29 | 18 | 4  | 92.6 | 1.78 | 4    |
| 3. | Сергій Магарилов   | Южний Урал Орськ    | 47 | 26 | 12 | 93.2 | 1.83 | 4    |
| 4. | Юрій Лаврецький    | Молот-Прикам'я Перм | 23 | 7  | 7  | 93.2 | 1.83 | 2    |
| 5. | Михайло Демидов    | Рубін Тюмень        | 25 | 15 | 6  | 93.5 | 1.89 | 4    |

Джерело:

## Плей-оф
У першому раунді плей-оф команди будуть розділені на пари згідно з місцями, зайнятим у своїй конференції на першому етапі: 1—8, 2—7, 3—6, 4—5. На стадії 1/2 фіналу чемпіонату дві найкращі команди своїх конференцій зіграють за схемою «найбільш високий номер „посіву“ з однієї конференції проти найнижчого — з іншої». Боротьба в серіях матчів 1/4 і 1/2 фіналу конференцій буде вестися до трьох перемог, а в 1/2 фіналу чемпіонату і фіналі плей-оф — до чотирьох. Серія матчів за 3-є місце не проводиться, а бронзу отримає одна з кроманд невдах 1/2 фіналу чемпіонату, яка посіла за підсумками першого етапу більш високе місце. Клуби, які посіли вищі позиції на першому етапі, стартові матчі другого (плей-оф) зіграють на своїх майданчиках.
|  | 1/8 фіналу | 1/8 фіналу             | 1/8 фіналу            |   |                       | Чвертьфінали      | Чвертьфінали | Чвертьфінали |  |   | Півфінали      | Півфінали | Півфінали |  |   | Фінал        | Фінал | Фінал |
|  |            |                        |                       |   |                       |                   |              |              |  |   |                |           |           |  |   |              |       |       |
|  | 1          | Донбас Донецьк         | 3                     |   |                       |                   |              |              |  |   |                |           |           |  |   |              |       |       |
|  | 8          | Титан Клин             | 0                     |   |                       |                   |              |              |  |   |                |           |           |  |   |              |       |       |
|  | 8          | Титан Клин             | 0                     |   | 1                     | Донбас Донецьк    | 3            |              |  |   |                |           |           |  |   |              |       |       |
|  |            |                        |                       |   | 1                     | Донбас Донецьк    | 3            |              |  |   |                |           |           |  |   |              |       |       |
|  |            | 4                      | Нафтовик Альметьєвськ | 0 |                       |                   |              |              |  |   |                |           |           |  |   |              |       |       |
|  | 2          | 4                      | Нафтовик Альметьєвськ | 0 | Дизель Пенза          | 3                 |              |              |  |   |                |           |           |  |   |              |       |       |
|  | 2          |                        |                       |   | Дизель Пенза          | 3                 |              |              |  |   |                |           |           |  |   |              |       |       |
|  | 7          | Лада Тольятті          | 1                     |   |                       |                   |              |              |  |   |                |           |           |  |   |              |       |       |
|  | 7          | Лада Тольятті          | 1                     |   |                       |                   |              |              |  | 1 | Донбас Донецьк | 0         |           |  |   |              |       |       |
|  |            |                        |                       |   |                       |                   |              |              |  | 1 | Донбас Донецьк | 0         |           |  |   |              |       |       |
|  |            | 2                      | Торос Нефтекамськ     | 4 |                       |                   |              |              |  |   |                |           |           |  |   |              |       |       |
|  | 3          | 2                      | Торос Нефтекамськ     | 4 | Локомотив Ярославль   | 3                 |              |              |  |   |                |           |           |  |   |              |       |       |
|  | 3          |                        |                       |   | Локомотив Ярославль   | 3                 |              |              |  |   |                |           |           |  |   |              |       |       |
|  | 6          | ХК ВМФ Санкт-Петербург | 2                     |   |                       |                   |              |              |  |   |                |           |           |  |   |              |       |       |
|  | 6          | ХК ВМФ Санкт-Петербург | 2                     |   | 2                     | Дизель Пенза      | 3            |              |  |   |                |           |           |  |   |              |       |       |
|  |            |                        |                       |   | 2                     | Дизель Пенза      | 3            |              |  |   |                |           |           |  |   |              |       |       |
|  |            | 3                      | Локомотив Ярославль   | 2 |                       |                   |              |              |  |   |                |           |           |  |   |              |       |       |
|  | 4          | 3                      | Локомотив Ярославль   | 2 | Нафтовик Альметьєвськ | 3                 |              |              |  |   |                |           |           |  |   |              |       |       |
|  | 4          |                        |                       |   | Нафтовик Альметьєвськ | 3                 |              |              |  |   |                |           |           |  |   |              |       |       |
|  | 5          | Аріада-Акпарс Волжськ  | 2                     |   |                       |                   |              |              |  |   |                |           |           |  |   |              |       |       |
|  | 5          | Аріада-Акпарс Волжськ  | 2                     |   |                       |                   |              |              |  |   |                |           |           |  | 1 | Рубін Тюмень | 1     |       |
|  |            |                        |                       |   |                       |                   |              |              |  |   |                |           |           |  | 1 | Рубін Тюмень | 1     |       |
|  |            | 2                      | Торос Нефтекамськ     | 4 |                       |                   |              |              |  |   |                |           |           |  |   |              |       |       |
|  | 1          | 2                      | Торос Нефтекамськ     | 4 | Рубін Тюмень          | 3                 |              |              |  |   |                |           |           |  |   |              |       |       |
|  | 1          |                        |                       |   | Рубін Тюмень          | 3                 |              |              |  |   |                |           |           |  |   |              |       |       |
|  | 8          | Супутник Нижній Тагіл  | 1                     |   |                       |                   |              |              |  |   |                |           |           |  |   |              |       |       |
|  | 8          | Супутник Нижній Тагіл  | 1                     |   | 1                     | Рубін Тюмень      | 3            |              |  |   |                |           |           |  |   |              |       |       |
|  |            |                        |                       |   | 1                     | Рубін Тюмень      | 3            |              |  |   |                |           |           |  |   |              |       |       |
|  |            | 6                      | Мечел Челябінськ      | 2 |                       |                   |              |              |  |   |                |           |           |  |   |              |       |       |
|  | 2          | 6                      | Мечел Челябінськ      | 2 | Торос Нефтекамськ     | 3                 |              |              |  |   |                |           |           |  |   |              |       |       |
|  | 2          |                        |                       |   | Торос Нефтекамськ     | 3                 |              |              |  |   |                |           |           |  |   |              |       |       |
|  | 7          | Молот-Прикам'я Перм    | 0                     |   |                       |                   |              |              |  |   |                |           |           |  |   |              |       |       |
|  | 7          | Молот-Прикам'я Перм    | 0                     |   |                       |                   |              |              |  | 1 | Рубін Тюмень   | 4         |           |  |   |              |       |       |
|  |            |                        |                       |   |                       |                   |              |              |  | 1 | Рубін Тюмень   | 4         |           |  |   |              |       |       |
|  |            | 2                      | Дизель Пенза          | 2 |                       |                   |              |              |  |   |                |           |           |  |   |              |       |       |
|  | 3          | 2                      | Дизель Пенза          | 2 | Южний Урал Орськ      | 2                 |              |              |  |   |                |           |           |  |   |              |       |       |
|  | 3          |                        |                       |   | Южний Урал Орськ      | 2                 |              |              |  |   |                |           |           |  |   |              |       |       |
|  | 6          | Мечел Челябінськ       | 3                     |   |                       |                   |              |              |  |   |                |           |           |  |   |              |       |       |
|  | 6          | Мечел Челябінськ       | 3                     |   | 2                     | Торос Нефтекамськ | 3            |              |  |   |                |           |           |  |   |              |       |       |
|  |            |                        |                       |   | 2                     | Торос Нефтекамськ | 3            |              |  |   |                |           |           |  |   |              |       |       |
|  |            | 4                      | Єрмак Ангарськ        | 1 |                       |                   |              |              |  |   |                |           |           |  |   |              |       |       |
|  | 4          | 4                      | Єрмак Ангарськ        | 1 | Єрмак Ангарськ        | 3                 |              |              |  |   |                |           |           |  |   |              |       |       |
|  | 4          |                        |                       |   | Єрмак Ангарськ        | 3                 |              |              |  |   |                |           |           |  |   |              |       |       |
|  | 5          | Казцинк-Торпедо        | 2                     |   |                       |                   |              |              |  |   |                |           |           |  |   |              |       |       |

## Нагороди
Команда-переможець
| Чемпіон ВХЛ Торос Нефтекамськ | Воротарі: Олександр Агопєєв (65) • Володимир Сохатський (1) Захисники: Іван Болдирев (77) • Євген Вахрушев (55) • Павло Володін (45) • Павло Доронін (41) • Сергій Дорофєєв (12) • Артем Зубарев (3) • Сергій Карпов (7) • Антон Полєщук (47) • Ілля Суслопаров (25) • Микита Цирульов (15) Нападники: Андрій Анкудінов (87) • Артем Гордєєв (9) • Станіслав Голованов (23) • Єгор Дубровський (51) • Дмитро Зюзін (70) • Сергій Ємелін (82) • Віталій Каменєв (97) • Владислав Лучкін (19) • Олександр Панков (74) • Кирило Полозов (71) • Сергій Сальников (11) • Сергій Сентюрін (14) • Олексій Смирнов (21) • Станіслав Соловйов (27) • Анатолій Степанов (30) К • Євген Туник (93) • Максим Фролов (75) Тренери: Руслан Сулейманов • Альфред Юнусов |

Найкращий гравець місяця
| Місяць   | Найкращий воротар                        | Найкращий захисник                   | Найкращий нападник                   | «Надія ліги»                           |
| -------- | ---------------------------------------- | ------------------------------------ | ------------------------------------ | -------------------------------------- |
| Вересень | Олександр Судніцин (Рубін Казань)        | Євген Крутов (Нафтовик Альметьєвськ) | Олексій Акіф'єв (Лада Тольятті)      | Сергій Ємелін (Торос Нефтекамськ)      |
| Жовтень  | Євген Царегородцев (Донбас Донецьк)      | Ілля Антоновський (Динамо Балашиха)  | Олександр Швецов (Єрмак Ангарськ)    | Ярослав Альшевський (Дизель Пенза)     |
| Листопад | Сергій Магарилов (Южний Урал Орськ)      | Роман Смирнов (Єрмак Ангарськ)       | Денис Кочетков (Донбас Донецьк)      | Станіслав Альшевський (Дизель Пенза)   |
| Грудень  | Олександр Трянічев (Іжсталь Іжевськ)     | Максим Галанов (Рубін Казань)        | Костянтин Майоров (Дизель Пенза)     | В'ячеслав Ушенін (Молот-Прикам'я Перм) |
| Січень   | Іван Полошков (Казцинк-Торпедо)          | Артем Безруков (Рубін Казань)        | Сергій Бєляков (Титан Клин)          | Еміль Галімов (Локомотив Ярославль)    |
| Лютий    | Андрій Гаврилов (Єрмак Ангарськ)         | Сергій Дорофєєв (Торос Нефтекамськ)  | Станіслав Альшевський (Дизель Пенза) | Андрій Сигарьов (Дизель Пенза)         |
| Березень | Володимир Сохатський (Торос Нефтекамськ) | Володимир Малевич (Донбас Донецьк)   | Максим Юшков (Єрмак Ангарськ)        | Данило Апальков (Локомотив Ярославль)  |
| Квітень  | Михайло Демидов (Рубін Казань)           | Антон Полєщук (Торос Нефтекамськ)    | Олександр Горшков (Рубін Казань)     | Сергій Ємелін (Торос Нефтекамськ)      |